# Elmadi Jabrailov
Elmadi Zaynaydiyevich Jabrailov (in russo Эльмади Зайнайдиевич Жабраилов?; 6 settembre 1965) è un ex lottatore kazako, fino al 1991 sovietico, specializzato nella lotta libera.

## Palmarès

### Olimpiadi
- 1 medaglia:
  - 1 argento (Barcellona 1992 negli 82 kg[1])

### Mondiali
- 2 medaglie:
  - 1 oro (Martigny 1989 negli 82 kg[2])
  - 1 argento (Atlanta 1995 negli 82 kg[3])

### Europei
- 3 medaglie[2]:
  - 1 oro (Stoccarda 1991 negli 82 kg)
  - 1 argento (Poznan 1990 negli 82 kg)
  - 1 bronzo (Ankara 1989 negli 82 kg)

### Campionati asiatici
- 1 medaglia:
  - 1 oro (Manila 1995 negli 82 kg[3])